# Gérard de Grandson
Gérard de Grandson (mort en 1278), dit de Gransee, est une évêque de Verdun de 1275 jusqu'à sa mort. Gérard est issu de la famille noble des Grandson, une des plus importantes familles nobles de la Suisse romande à cette période.

### Origines
La date de naissance de Gérard de Grandson n'est pas connue. Il est le fils de Pierre Ier (mort entre 1257 et 1263), chevalier, seigneur de Grandson, et d'Agnès [de Chiny] (?),, soit Agnès de Neuchâtel-Fénis, fille du comte Ulrich III de Neuchâtel,.
Issue d'une fratrie de neuf enfants, il a notamment pour frères et sœur : Othon Ier et Guillaume, qui font carrière en Angleterre, Henri, qui lui succède que le trône de Verdun (1278-1286), ou encore Guillemette, comtesse puis régente du comté de Gruyère.

### Carrière
Destiné à une carrière ecclésiastique, il est reçu au Chapitre de Saint-Jean de Lyon, en 1254. Il devient prévôt de Fourvière.
Il est chanoine à Langres en 1263[réf. nécessaire]. Il obtient la diginité de Primicerius de Verdun.
Comme ses frères Othon et William, il est au service du roi d'Angleterre[réf. nécessaire].
Le pape Grégoire X le nomme évêque de Verdun en 1275, à la demande du roi anglais Édouard Ier et du comte de Bar, afin de limiter l'influence française[réf. nécessaire]. Gérard reste rarement dans son diocèse, et peu après sa nomination, il confie à deux chanoines l'administration des affaires séculières du diocèse. Soucieux de préserver les biens de l'évêque, il construit de nouvelles églises, dont celle du monastère cistercien de Châtillon.

### Mort et succession
Gérard de Grandson meurt en 1278. Son corps est inhumé dans le monastère de Châtillon
À sa mort, le Chapitre cathédral de Verdun est divisé quant à sa succession. Si une partie de ses membres votent pour l'un des leurs, Raoul de Thourotte, l'autre porte son choix sur le frère de Gérard de Grandson, Henri. Le pape Martin IV tranche la question le 10 juin 1284 en nommant le premier sur le siège de Lyon et le second sur celui de Verdun.

### Articles liés
- Liste des évêques de Verdun
- Diocèse de Verdun